# Szent Márton-kápolna
A műemlék Szent Márton-kápolna a Somló-hegy keleti oldalán, 215 méterrel a tengerszint felett, Veszprém vármegyében, Doba közigazgatási területén áll. Közelében fakad a Szent Márton-forrás.

## Története
A kápolna a 13. században épült román stílusban, majd a 18. században építettek hozzá egy késő barokk toldalékot. Már 1309-es keltezésű okmányok is említik ezt a régi vallásos emléket. Építtetői a vásárhelyi apácák voltak. Építési jellege is árulkodik koráról. Eredetileg torony nélkül készült, fatornyát csak jóval később emelték.
Valószínűleg a somlói vár kápolnájául szolgált. Erre enged következtetni a várhoz való közelsége, továbbá, hogy a várban nem volt kápolna és nem utolsósorban az a körülmény, hogy a törökök hároméves uralmát a toronyra illesztett félhold őrizte a legújabb időkig. Ezt a 20. században történt renoválás során leverték.